# Branża gier komputerowych w Czechach
Branża gier komputerowych w Czechach – ogół produkcji i dystrybucji gier komputerowych w Czechach. Historia branży gier komputerowych w Czechach odzwierciedla zdolność adaptacji do zmieniających się warunków politycznych i technologicznych. Pod koniec lat 80. XX wieku, mimo napięć politycznych u schyłku dyktatury komunistycznej, czescy programiści zaczęli tworzyć gry komputerowe na platformy takie jak ZX Spectrum. Pomimo utrudnionego dostępu do zachodnich technologii, ich dzieła przyczyniły się do powstania podstaw czeskiego przemysłu gier komputerowych. Zmiany polityczne w 1989 roku (aksamitna rewolucja) umożliwiły otwarcie kraju na światowe rynki, co przyczyniło się do powstania profesjonalnych studiów deweloperskich. Jednym z przykładów jest Illusion Softworks, znane z serii gier Mafia.
Początek XXI wieku charakteryzował się różnorodnością i rozwojem czeskiego przemysłu gier. W tym okresie powstało wiele niezależnych studiów, takich jak Amanita Design, a także większe przedsiębiorstwa, na przykład Bohemia Interactive czy SCS Software. Sukces czeskich gier na arenie międzynarodowej przyczynił się do wzrostu znaczenia kraju w globalnej branży gier komputerowych.

## Gry komputerowe przed aksamitną rewolucją (lata 80. XX wieku)

### Stan początkowy

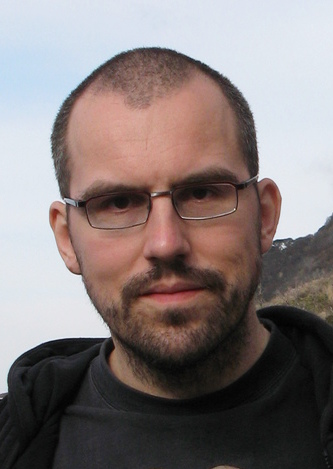
František Fuka, pionier czeskiej branży gier komputerowych

Branża gier komputerowych w Czechach – a konkretnie ówczesnej Czechosłowacji – rozwijała się opornie, w dużej mierze z powodów politycznych. Do 1989 roku Czechosłowacja była państwem komunistycznym podległym ZSRR, stosującym terror wobec własnych obywateli i odizolowanym od rozwiniętych państw Zachodu. Dlatego dostęp do komputerów był ograniczony. W Czechosłowacji produkowano przede wszystkim własny sprzęt taki jak IQ 151, Consul 2717 oraz Didaktik Gama. Względnym luksusem było korzystanie z 8-bitowych komputerów sprowadzanych z zagranicy (np. Atari 800XL). Nieprzychylny rozwojowi gier komputerowych był też dyskurs medialny. Czasopisma informatyczne takie jak „Microbáze” alarmowały, iż gry mogą ogłupiać młodzież; nie istniały też przychylne wobec nowego medium periodyki, inaczej niż np. w Polsce, gdzie wydawany był „Bajtek”. Tylko nieliczni publicyści, jak np. pisarz Bohuslav Blažek, Miroslav Háša oraz programista František Fuka, okazywali wsparcie wobec gier komputerowych.

### Próby obchodzenia ograniczeń systemowych
W obliczu zakazu rozpowszechniania gier komputerowych przedstawiciele społeczności crackerskich sprowadzali gry z bardziej liberalnych państw komunistycznych, np. z Jugosławii. Szybko w Czechosłowacji zaczęło kwitnąć piractwo; zabezpieczenia programów rozrywkowych systematycznie łamano, by rozpowszechniać je na czarnym rynku, którego państwo zupełnie nie regulowało. Produkcja rodzimych gier zaczynała się od nieautoryzowanych kopii zagranicznych przebojów (głównie japońskich); do przykładów należą Star Swallow i Star Fly (1987) Tomàša Rylka, a także Terra Cresta (1986) autorstwa Fuki, Rylka i Miroslava Fídlera. Najbujniej spośród oryginalnych czechosłowackich produkcji zaczął kwitnąć gatunek tekstowych gier przygodowych. Pierwszymi zachowanymi przykładami czeskich gier przygodowych są Poklad 2 (1985) oraz Indiana Jones a chrám zkázy (1987) Fuki.

### Gry jako forma protestu społecznego
Pod koniec lat 80. XX wieku, w obliczu rychłego rozpadu bloku wschodniego, powstawały nielegalne gry wymierzone w komunistyczny reżim. Szatokin (1988) Stanislava Hrdy wykpiwał komunistyczną symbolikę, parodiując popularny film radziecki o tym samym tytule. Miroslav Fídler w swojej grze PRESTAVBA (1988) wprost nawoływał do udziału w rozruchach przeciwko władzy, które miały swoją kulminację w tzw. aksamitnej rewolucji. Wydarzenia te prześmiewczo potraktowała anonimowa gra przygodowa Dobrodružství Indiana Jonese na Václavském náměsstí w Praze dne 16.1.1989 (1989) na ZX Spectrum, w której zaangażowany w rewolucję był fikcyjny archeolog Indiana Jones; do protestów zachęcali również twórcy gry 11/17/1989 (1989), częściowo zapożyczającej planszę tytułową od brytyjskiej The Way of the Exploding Fist. W 1989 komunizm w Czechosłowacji upadł, co umożliwiło rozwój także grom komputerowym.

## Po transformacji ustrojowej (przełom XX i XXI wieku)

### Pierwsze gry po aksamitnej rewolucji

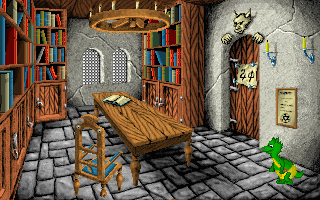
Zrzut ekranu z gry Dračí historie, pierwszej czeskiej gry na płyty CD

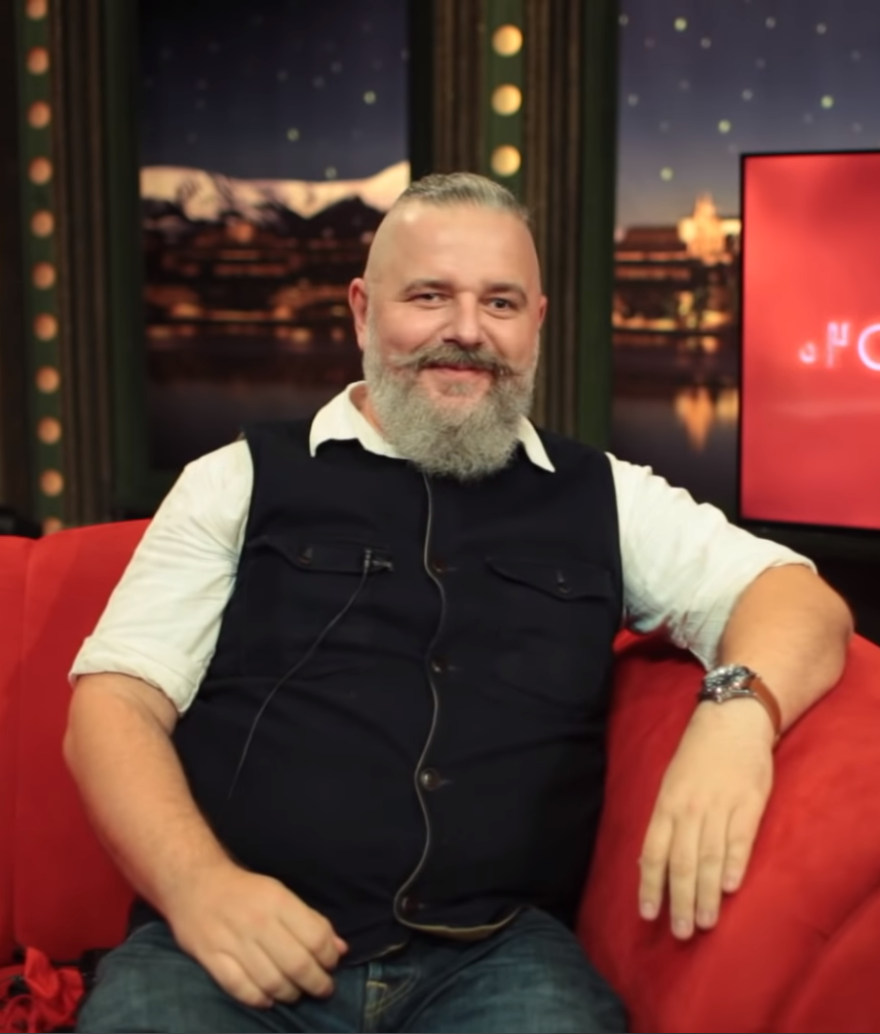
Daniel Vávra, reżyser Mafii

Po 1989 roku pojawił się szereg czasopism branżowych, które próbowały poprawić powszechny wizerunek gier komputerowych: „Score”, „Level”, „GameStar”, „Official PlayStation Magazine” i „Doupě”. Stopniowo również sama branża uległa profesjonalizacji. Za pierwszą grę czeską po transformacji ustrojowej, która została wydana profesjonalnie, uchodzi Tajemství Oslího ostrova (1994), parodia The Secret of Monkey Island studia LucasArts. Tajemství Oslího ostrova została wyprodukowana przez przedsiębiorstwo Pterodon pod kuratelą Jarka Kolářa i Michala Janáčka, którzy zasłynęli również z 7 dní a 7 nocí (1994, wydana w polskiej wersji językowej jako 7 dni i 7 nocy), parodiującej z kolei serię Leisure Suit Larry Sierry On-Line; 7 dní doczekało się z kolei sequela pod tytułem 6 ženíchú a 1 navíc (2003). W 1995 roku Pterodon wydał również Ramonovo kouzlo, grę przygodową opartą na zeskanowanych fotografiach. Wtedy też ukazała się pierwsza czeska gra na płyty CD, Dračí historie (NoSense, 1995) o rodzinie smoków. W 1997 roku wydana została pierwsza czeska gra na komputery z systemem Windows, Gooka (JRC Interactive, 1997) Vlada Ríšy, Miroslava Fídlera, Mirka Papeža i Tomáša Rylka, z ręcznie malowaną oprawą graficzną Zdeňki Bouškovej i profesjonalnym dubbingiem aktorskim. Sporą popularnością cieszyła się wieloosobowa gra zręcznościowa w stylu Węża na system MS-DOS, Achtung, Die Kurve! (1995) Filipa Oščádala i Kamila Doležala.

### Sukcesy międzynarodowe: Illusion Softworks i Bohemia Interactive
Po kilku późniejszych projektach Pterodon połączył siły z inną czeską wytwórnią, założoną przez Petra Vochozkę: Illusion Softworks (znaną też jako 2K Czech). Począwszy od 1998 roku, Illusion wyprodukowało szereg gier akcji, w tym dochodową strzelankę pierwszoosobową Flying Heroes (1998) oraz taktyczne strzelanki Hidden & Dangerous (1999, w realiach II wojny światowej), Vietcong (2003) i Vietcong 2 (2005, w realiach wojny wietnamskiej). Największy sukces Illusion Software przyniosła Mafia (2002) w reżyserii Daniela Vávry, utrzymana w konwencji Ojca chrzestnego i Chłopców z ferajny opowieść o skruszonym amerykańskim gangsterze i jego drodze po szczeblach przestępczej kariery we włoskiej mafii. Równie ceniona była kolejna gra gangsterska Vávry, Mafia II (2010).
W latach 90. wyłoniła się również inna spółka produkująca gry czeskie, Bohemia Interactive. Założona w 1999 roku Bohemia zdobyła sławę dzięki taktycznej strzelance i symulacji pola bitwy, Operation Flashpoint: Cold War Crisis (2001). Po przejęciu praw do marki przez Codemasters Bohemia zaczęła nową serię wydawniczą grą Arma (2006), która doczekała się równie dobrze przyjętych kontynuacji Arma 2 (2009) i Arma 3 (2013). Na przełomie dekad czeska branża gier znana była jednak przede wszystkim z gier logicznych, takich jak Boovie (Future Games, 1998) oraz bezpłatnie dystrybuowanej Berušky (AnacreoN, 1999) i Fish Fillets (Altar Interactive, 1999).
Założone w 1997 roku studio Altar Interactive zasłynęło osadzoną w alternatywnych realiach zimnej wojny hybrydą gier strategiczno-fabularnych, Original War (2001) projektu Vladimíra Chvátila, Martina Klímy i Vilmy Kadlečkovej. Altar był też odpowiedzialny za kontynuacje serii gier X-COM: UFO: Kolejne starcie (2003), UFO: Decydujące starcie (2005) oraz UFO: Afterlight – Bitwa o Marsa (2007).
Pomimo coraz większej popularności elektronicznej rozrywki media głównego nurtu wciąż były sceptycznie, jeśli nie wrogo nastawione do branży gier komputerowych. Nieustannie powtarzały się argumenty o łamaniu praw autorskich i piractwie oraz negatywnym oddziaływaniu gier na użytkowników. Szczególną burzę medialną wywołał niesławny artykuł Radovana Holuba Kultura kriplú („Kultura dla kalek”) z 1999 na łamach pisma „Reflex”, gdzie autor przyrównał graczy do „półgłówków” i „półdzieci”.

## Czeska branża na początku XXI wieku

### Gry niezależne

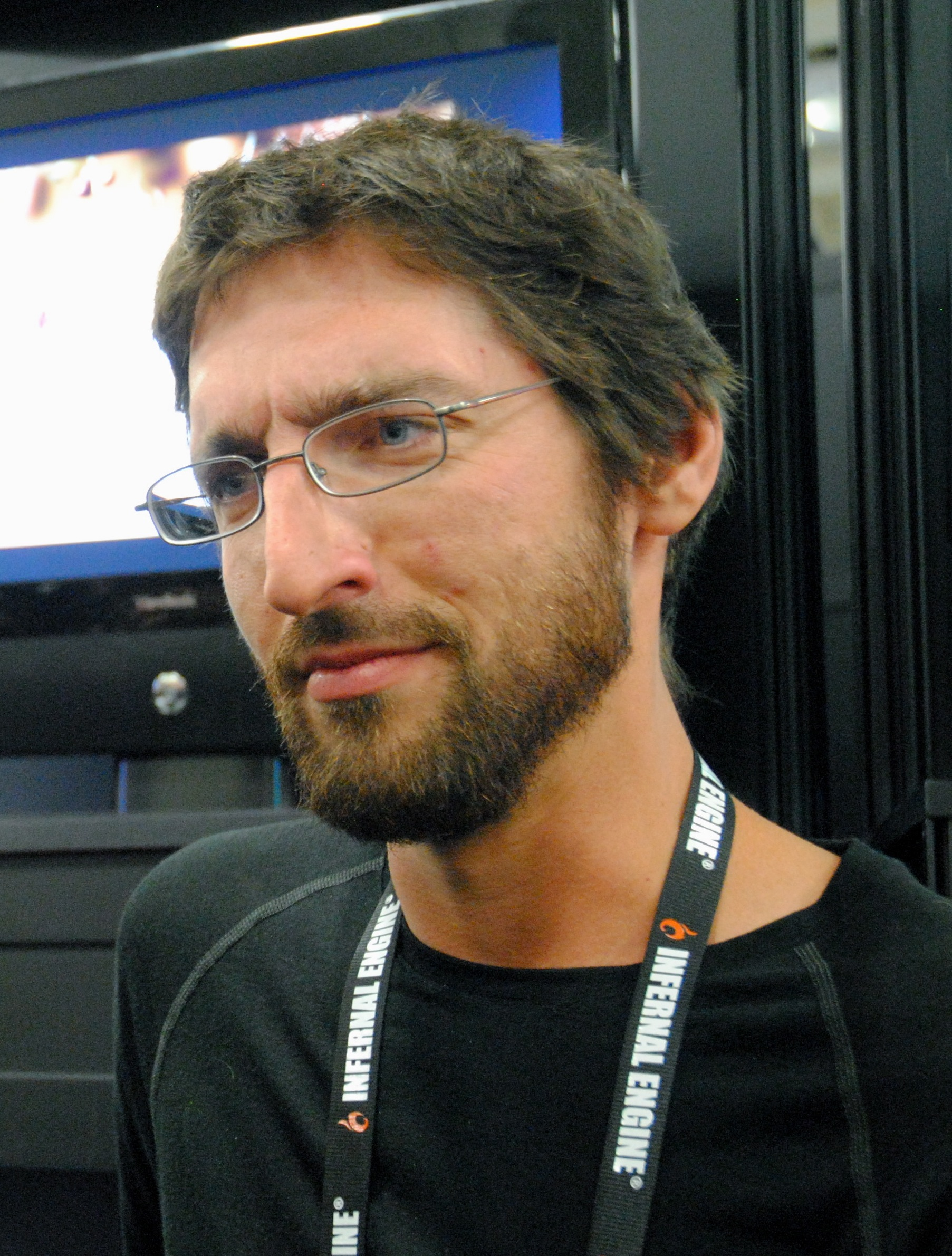
Jakub Dvorský, współzałożyciel Amanity Design

Na początku XXI wieku rozwój przeżyły czeskie gry niezależne. W 2003 roku Jakub Dvorský opublikował bezpłatną grę Samorost, której ogromne powodzenie w Internecie umożliwiło powstanie kontynuacji Samorost 2 (2005) i Samorost 3 (2016), już w ramach studia Amanita Design. W trylogii Samorost, jak również w Machinarium (2009) Dvorskiego, Botaniculi (2012) i Chuchelu (2018) Jaromíra Plachiego oraz Creaks (2020) Radima Jurdy, zachowany został charakterystyczny styl oparty na technice kolażu. Uznanie zdobyła też wyprodukowana przez RakeInGrass strzelanka Jets’n’Guns (2004) Františka Chmelařa i Jiříego Procházki, znana z wyśrubowanego poziomu trudności i hołdu dla klasycznych przedstawicieli gatunku.

Na znaczeniu zyskała też działalność w zakresie gier edukacyjnych. Z uznaniem spotkała się gra Attentat 1942 (2017) w reżyserii groznawcy Vita Šislera, reportażowa gra przygodowa o śledztwie wokół okoliczności zamachu na protektora Czech i Moraw Reinharda Heydricha podczas II wojny światowej. Attentat 1942 łączył zagadki logiczne z sekwencjami wideo, gdzie gracz musiał ważyć pytania zadawane świadkom zdarzeń. Jak podawali autorzy gry, Attentat ze względu na walory edukacyjne przyczynił się bezpośrednio do liberalizacji prawa w sąsiednich Niemczech, gdzie używanie wszelkich symboli nazistowskich w grach komputerowych do 2018 roku było zakazane. Sukces festiwalowy Attentat 1942 zachęcił Šislera do stworzenia kontynuacji Svoboda 1945: Liberation (2022) o umacnianiu się komunizmu w Czechosłowacji tuż po II wojnie światowej. 

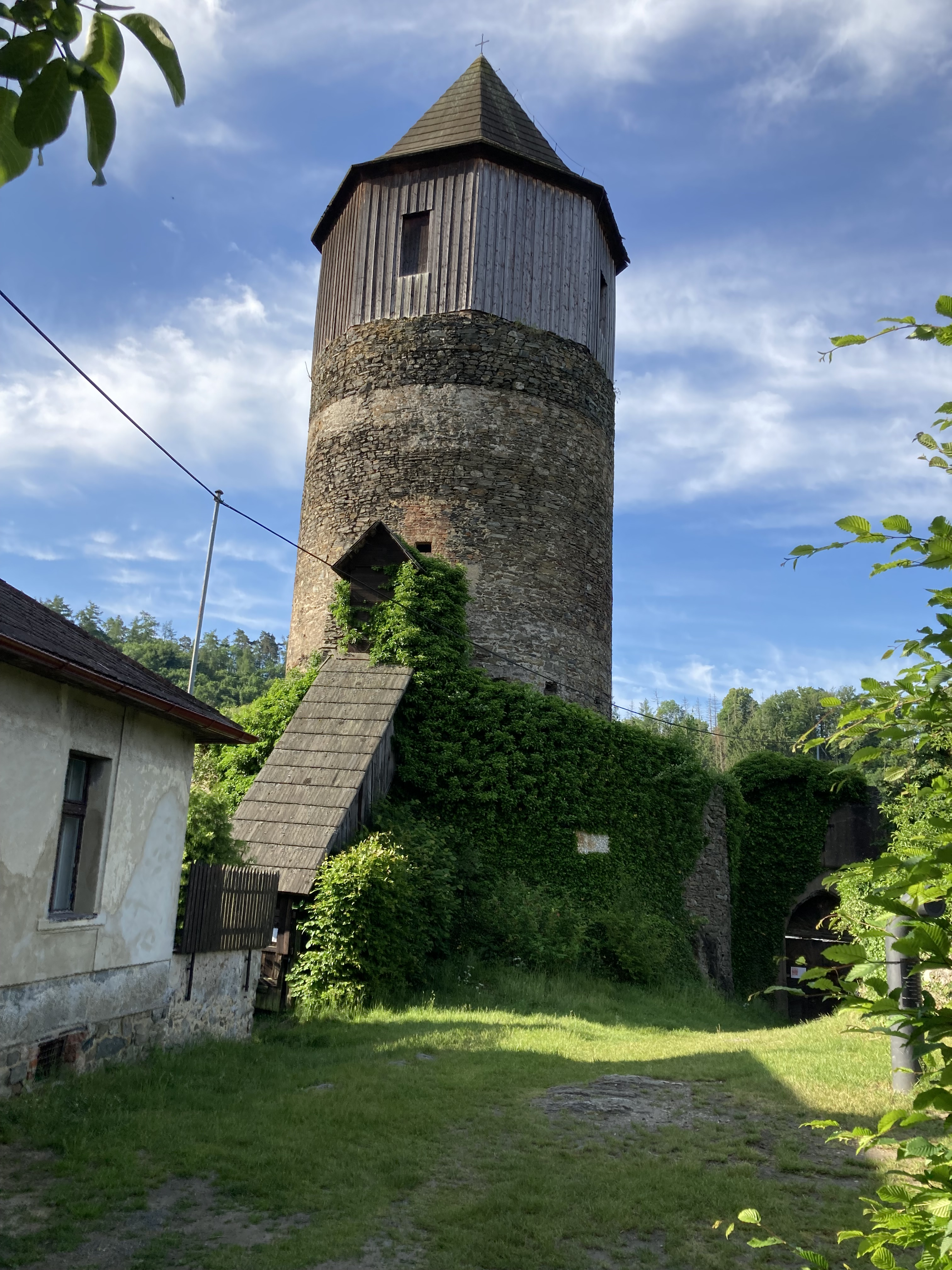
Wieża zamku w czeskich Ratajach, której cyfrową wersję wykorzystano przy tworzeniu Kingdom Come: Deliverance (2018)

Niezależni twórcy odpowiadali też za bardziej konwencjonalne gry. Wube Software zasłynęło symulatorem ekonomicznym Factorio (2016) w reżyserii Michala Kováříka, gdzie celem gracza jest zapewnienie możliwie największej wydajności linii produkcyjnej. W ciągu trzech lat od powstania Factorio zostało sprzedane w liczbie 3 milionów egzemplarzy i doczekało się licznych fanowskich modyfikacji. Uznanie studiu Keen Software House zapewniła gra kosmiczna Space Engineers (2013, wydanie we wczesnym dostępie) o wznoszeniu baz i wydobywaniu surowców na potrzeby przetrwania kolonii planetarnych, sprzedana w liczbie 1,6 miliona egzemplarzy do 2015 roku. W sektorze gier mobilnych i internetowych rozpoznawalne stały się studia Geewa, CraneBalls i Madfinger Games.

### Gry większych studiów
Warhorse Studios zasłynęło natomiast realistyczną grą fabularną osadzoną w realiach piętnastowiecznych Czech, Kingdom Come: Deliverance (2018), również wyreżyserowaną przez Vavrę. Osobnym fenomenem była olbrzymia popularność symulatorów pojazdów ciężarowych autorstwa studia SCS Software. Choć SCS zaczynało swą działalność jeszcze w pierwszej dekadzie XXI wieku (Hard Truck: 18 Wheels of Steel, 2002), najbardziej popularną grą studia okazał się Euro Truck Simulator 2 (2012), który do 2020 roku został sprzedany w liczbie 8 milionów egzemplarzy i stał się największym produktem eksportowym czeskiej branży gier. Chwalony był też jego odpowiednik dziejący się w Ameryce Północnej, American Truck Simulator (2016). Bohemia Interactive nadal cieszyła się sławą, tworząc DayZ (2018), kontynuację nieoficjalnej modyfikacji do Army II w konwencji wieloosobowego survival horroru.

### Działalność naukowa i popularyzacja branży

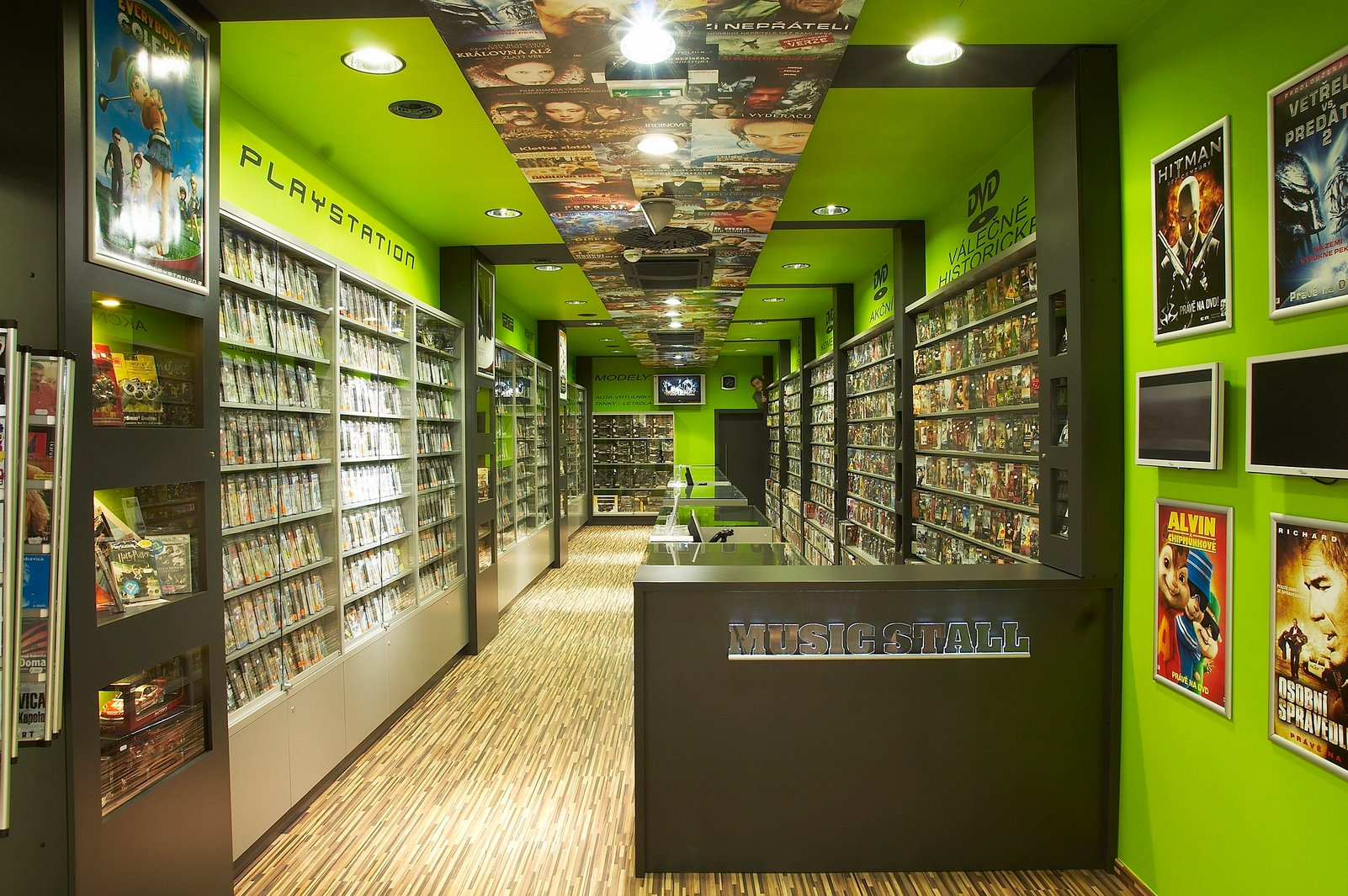
Czeski sklep detaliczny z grami komputerowymi, 2014

Popularyzacją gier cyfrowych oprócz dziennikarzy zajmują się też naukowcy. W 2018 roku na praskiej uczelni FAMU otwarto kierunek groznawstwo. Do najbardziej znanych zwolenników badania gier należą Vit Šisler oraz historyk Jaroslav Švelch, którego książka Gaming the Iron Curtain o początkach czeskiej branży spotkała się ze sporym rozgłosem za granicą Czech. Ochroną lokalnego dziedzictwa cyfrowego zajmuje się założyciel strony Visiongame.cz, Miroslav Žak.
W 2010 roku odbyła się pierwsza odsłona festiwalu Českà hra roku, honorującego najlepsze gry powstałe w Czechach. Ostatnia edycja została zorganizowana w 2022 roku. W 2018 roku powstała również instytucja Gdacz (Czech Game Developers Association), organizacja reprezentująca przemysł gier komputerowych w Czechach.
W 2022 roku w czeskiej branży gier komputerowych było zatrudnionych 2329 pracowników, z czego 19% stanowiły kobiety. Łącznie w branży działało 135 studiów deweloperskich, w większości zlokalizowanych w Pradze. Wśród społeczności graczy 56% osób było w wieku 26–35 lat.